# Vahram Alazan
Vahram Alazan (örményül: Վահրամ Ալազան; Վահրամ Մարտիրոսի Գաբուզյան; Vahram Martiroszi Gabuzjan, Van, 1903. május 6. – Jereván, 1966. május 17.) örmény szovjet író, költő, újságíró, közéleti személyiség. 
 1933 és 1936 között az Örmény Írószövetség első titkára.

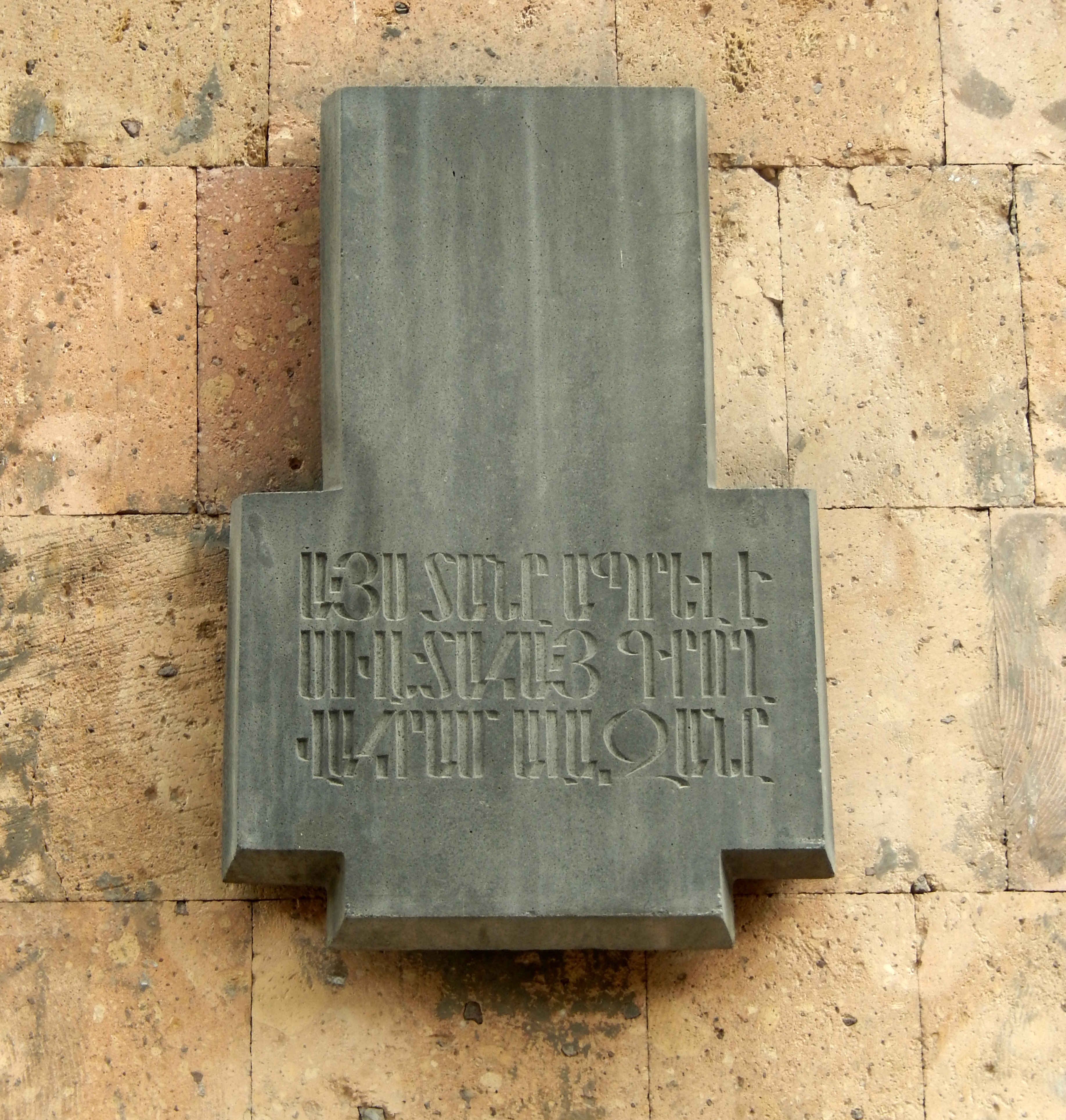
Emléktáblája Jerevánban

## Pályafutása
1903. május 6-án született Vahram Gabuzjan néven a mai Törökország területén található Van városában – amely születése idején az Oszmán Birodalom része volt – egy kézműves fiaként. Az örmény népirtás túlélője, 1915-ben Jerevánba költözött, és 1925-től az Örményországi Proletár Írók Szövetségének élén állt (9 évig töltötte be ezt a pozíciót). 1930-ban Az építkezés és a győzelem dalai című verses gyűjteménye népszerűvé tette az örmény olvasók körében. 1933-ban megjelentette a Küzdelem című verseskötetet. 1933-tól 1936-ig az Örmény Írószövetség első titkára volt. Szintén nagy sikert hozott a számára A hatvanadik horizonton című regénye. Az 1937–1954-es sztálini terror idején Alazan Szibériában raboskodott. 1957-ben megjelentette a Látványok című filozófiai versgyűjteményét. Ő volt az astaraki Percs Prosján-ház Múzeum alapító igazgatója.

## Művei (válogatás)
- A nyári játékok, versek (1923)
- Az építkezés és a győzelem dalai, versek (1930)
- Küzdelem, versek (1933)
- A költő szíve, versek (1954)
- Északi csillag, regény (1956)
- Emlékezések (1960)

## Fordítás
- Ez a szócikk részben vagy egészben  a   Vahram Alazan című angol Wikipédia-szócikk ezen változatának fordításán alapul.  Az eredeti cikk szerkesztőit annak laptörténete sorolja fel. Ez a jelzés csupán a megfogalmazás eredetét és a szerzői jogokat jelzi, nem szolgál a cikkben szereplő információk forrásmegjelöléseként.